# Toshio Suzuki
Toshio Suzuki (Saitama, 10 de marzo de 1955) es un expiloto de automovilismo japonés que se destacó con los equipos oficiales de las marcas Nissan y Toyota en carreras de turismos y resistencia. Se destacan sus victorias en los 6 Horas de Fuji de 1991 y las 24 Horas de Daytona de 1992, así como el segundo puesto en las 24 Horas de Le Mans de 1999. Además obtuvo el Campeonato Japonés de Turismos de 1990 y la Fórmula 3000 Japonesa en 1995.

## Carrera deportiva
Suzuki fue campeón de la Fórmula 3 Japonesa en 1979, y finalizó tercero en la Fórmula Pacific Japonesa de 1982.
Disputó doce ediciones de las 24 Horas de Le Mans, siempre en la clase mayor. Participó en 1985 y 1986 con un prototipo Dome Toyota, abandonando en ambas ocasiones. En 1988 corrió con un March Nissan, obteniendo otro abandono. Luego corrió con Nissan Motorsport junto a Masahiro Hasemi y Kazuyoshi Hoshino, abandonando en 1989 al volante de un Nissan R89C, y finalizando quinto absoluto en 1990 con un Nissan R90CP. En 1993 corrió con un Toyota TS010 oficial, cuarto absoluto.
Suzuki volvió a disputar las 24 Horas de Le Mans con el equipo oficial Nissan al volante de un Nissan Skyline GT-R LM. Consiguió un abandono en 1995, acompañado de Hoshino y Masahiko Kageyama, y finalizó 15º absoluto en 1996 junto a Hoshino y Hasemi. En 1998 y 1999 participó con un Toyota GT-One oficial junto a Ukyō Katayama y Keiichi Tsuchiya, resultando noveno y segundo absoluto respectivamente. En 2000 corrió con un Panoz LMP-1 Roadster-S junto a Masahiko Kageyama y Masami Kageyama, finalizando sexto absoluto.
Suzuki finalizó séptimo en los 1000 km de Fuji de 1985 con un Tom's Toyota. En 1989 finalizó cuarto en los 480 km de Suzuka y sexto en los 1000 km de Fuji con un Nissan R88C oficial. En 1990 ganó los 1000 km de Suzuka con un Nissan R90CP. En 1991 ganó los 1000 km de Fuji con un Nissan R91CP. En 1992 llegó segundo en los 1000 km de Fuji con un Nissan R92CP. En 1993 ganó los 1000 km de Suzuka con un Nissan R92CP. En 1999 fue segundo absoluto en los 1000 km de Fuji con un Toyota TS020 oficial.
Suzuki ganó las 24 Horas de Daytona de 1992 junto a Masahiro Hasemi y Kazuyoshi Hoshino con un Nissan R91CP oficial. En 1993 disputó dos carreras de Fórmula 1 en 1993 con la escudería Larrousse, terminando ambas fuera de la zona de puntos.
El piloto participó en la Fórmula 3000 Japonesa desde 1987 hasta 1997. Fue campeón en 1995, subcampeón en 1992, y quinto en 1987 y 1993, acumulando seis victorias.
Suzuki ganó el Campeonato Japonés de Turismos de 1990 junto a Kazuyoshi Hoshino con un Nissan Skyline GT-R de Impul, obteniendo cinco victorias y un segundo puesto en las seis carreras. En 1991 fue subcampeón con Impul junto a Hoshino, obteniendo tres victorias y cinco podios en seis carreras. En 1993 fue subcampeón junto a Akira Iida con un Nissan Skyline GT-R de Nismo, logrando una victoria y cinco podios en nueve carreras. En 1995 junto a Akira Iida corrió con un Nissan Sunny de Nismo, sin lograr podios.
El piloto resultó tercero en el Campeonato Japonés de Gran Turismos de 1995 con un Nissan Skyline GT-R de Nismo. En 1997 fue tercero en el con un Toyota Supra de Tom's.
Suzuki disputó las 24 Horas de Daytona de 2000 y 2001 con una Ferrari F355, tras lo cual se retiró. En 2008 retornó a las 24 Horas de Le Mans con un Courage-Oreca junto a Masami Kageyama y Haruki Kurosawa, con el que abandonó.

## Resultados

### Fórmula 1
(Clave) (negrita indica pole position) (cursiva indica vuelta rápida)

| Año     | Escudería    | 1   | 2   | 3   | 4   | 5   | 6   | 7   | 8   | 9   | 10  | 11  | 12  | 13  | 14  | 15     | 16     | Pos. | Puntos |
| ------- | ------------ | --- | --- | --- | --- | --- | --- | --- | --- | --- | --- | --- | --- | --- | --- | ------ | ------ | ---- | ------ |
| 1993    | Larrousse F1 | RSA | BRA | EUR | SMR | ESP | MON | CAN | FRA | GBR | GER | HUN | BEL | ITA | POR | JPN 12 | AUS 14 | NC   | 0      |
| Fuente: |              |     |     |     |     |     |     |     |     |     |     |     |     |     |     |        |        |      |        |